# 강화군수
강화군수는 인천광역시 강화군의 군수이다.

## 역대 강화군수

### 관선(1945~1995)
| 대수   | 이름   | 임기                              | 비고 |
| ------ | ------ | --------------------------------- | ---- |
| 제1대  | 박성완 | 1945년 10월 2일~1945년 10월 25일  |      |
| 제2대  | 홍재용 | 1945년 10월 26일~1946년 9월 15일  |      |
| 제3대  | 서병익 | 1946년 10월 11일~1947년 3월 6일   |      |
| 제4대  | 구봉회 | 1947년 3월 26일~1950년 5월 12일   |      |
| 제5대  | 이규재 | 1950년 5월 13일~1952년 1월 27일   |      |
| 제6대  | 윤갑노 | 1952년 3월 21일~1954년 3월 15일   |      |
| 제7대  | 이규복 | 1954년 3월 6일~1956년 4월 5일     |      |
| 제8대  | 민병태 | 1956년 4월 6일~1957년 4월 22일    |      |
| 제9대  | 고주현 | 1957년 4월 23일~1958년 10월 31일  |      |
| 제10대 | 정윤진 | 1958년 11월 11일~1959년 10월 2일  |      |
| 제11대 | 김건열 | 1959년 10월 23일~1960년 5월 22일  |      |
| 제12대 | 이주진 | 1960년 5월 23일~1960년 10월 30일  |      |
| 제13대 | 김동순 | 1960년 11월 29일~1961년 7월 15일  |      |
| 제14대 | 박성진 | 1961년 7월 19일~1962년 1월 9일    |      |
| 제15대 | 유문식 | 1962년 1월 10일~1963년 3월 19일   |      |
| 제16대 | 김광준 | 1963년 3월 20일~1964년 10월 14일  |      |
| 제17대 | 오건식 | 1964년 10월 15일~1965년 10월 31일 |      |
| 제18대 | 김익용 | 1965년 11월 1일~1967년 12월 9일   |      |
| 제19대 | 강정수 | 1967년 12월 10일~1968년 6월 14일  |      |
| 제20대 | 이병달 | 1968년 6월 15일~1969년 6월 27일   |      |
| 제21대 | 박상필 | 1969년 6월 28일~1970년 8월 18일   |      |
| 제22대 | 강우혁 | 1970년 8월 19일~1971년 8월 20일   |      |
| 제23대 | 이원선 | 1971년 8월 21일~1973년 6월 3일    |      |
| 제24대 | 신태섭 | 1973년 6월 4일~1976년 1월 12일    |      |
| 제25대 | 윤기영 | 1976년 1월 13일~1977년 2월 12일   |      |
| 제26대 | 최종구 | 1977년 2월 13일~1978년 3월 9일    |      |
| 제27대 | 김태수 | 1978년 3월 10일~1979년 3월 18일   |      |
| 제28대 | 김상호 | 1979년 3월 19일~1981년 6월 30일   |      |
| 제29대 | 한세권 | 1981년 7월 1일~1983년 9월 17일    |      |
| 제30대 | 손재조 | 1983년 9월 18일~1983년 12월 26일  |      |
| 제31대 | 송은복 | 1983년 12월 27일~1986년 4월 6일   |      |
| 제32대 | 정승우 | 1986년 4월 7일~1988년 2월 10일    |      |
| 제33대 | 하영수 | 1988년 2월 11일~1989년 5월 5일    |      |
| 제34대 | 김충호 | 1989년 5월 6일~1991년 8월 21일    |      |
| 제35대 | 김학재 | 1991년 8월 22일~1993년 1월 17일   |      |
| 제36대 | 이순억 | 1993년 1월 18일~1994년 1월 2일    |      |
| 제37대 | 양인석 | 1994년 1월 3일~1994년 12월 28일   |      |
| 제38대 | 박동익 | 1995년 1월 1일~1995년 3월 28일    |      |
| 제39대 | 박수묵 | 1995년 3월 29일~1995년 6월 30일   |      |

### 민선(1995~)
| 대수     | 이름   | 임기                             | 비고        |
| -------- | ------ | -------------------------------- | ----------- |
| 제40대   | 김선흥 | 1995년 7월 1일~1998년 6월 30일   |             |
| 제41대   | 김선흥 | 1998년 7월 1일~2002년 6월 30일   |             |
| 제42대   | 유병호 | 2002년 7월 1일~2006년 6월 30일   |             |
| 제43대   | 안덕수 | 2006년 7월 1일~2010년 6월 30일   |             |
| 제44대   | 안덕수 | 2010년 7월 1일~2011년 12월 12일  | 2011년 사퇴 |
| 제45대   | 유천호 | 2012년 4월 25일~2014년 6월 30일  |             |
| 제46대   | 이상복 | 2014년 7월 1일~2018년 6월 30일   |             |
| 제47대   | 유천호 | 2018년 7월 1일~2022년 6월 30일   |             |
| 제48대   | 유천호 | 2022년 7월 1일~2024년 3월 9일    | 2024년 사망 |
| 권한대행 | 윤도영 | 2024년 3월 10일~2024년 10월 16일 | 부군수      |
| 49대     | 박용철 | 2024년 10월 17일~2026년 6월 30일 |             |

## 같이 보기
- 강화군수 선거